# San Esteban de Nogales
San Esteban de Nogales ist ein nordspanischer Ort und eine Gemeinde (municipio) mit 243 Einwohnern (Stand: 2024) im Süden der Provinz León in der Autonomen Gemeinschaft Kastilien-León.

## Lage und Klima
San Esteban de Nogales liegt etwa 64 Kilometer südsüdwestlich von León in einer Höhe von etwa 780 m. Das Klima ist gemäßigt bis warm; Regen (ca. 551 mm/Jahr) fällt überwiegend im Winterhalbjahr.

## Bevölkerungsentwicklung
| Jahr      | 1970 | 1981 | 1991 | 2001 | 2011 | 2021 |
| Einwohner | 802  | 633  | 553  | 335  | 288  | 251  |

## Wirtschaft
An erster Stelle im Wirtschaftsleben der Gemeinde steht traditionell die ursprünglich zur Selbstversorgung betriebene Landwirtschaft. Auf den Feldern wurden Weizen, Gerste, Wein etc. kultiviert; die Hausgärten lieferten Gemüse und Kartoffeln. 

## Sehenswürdigkeiten
- Ruine der königlichen Abtei Santa María de Nogales
- Marienkirche
- Georgskapelle

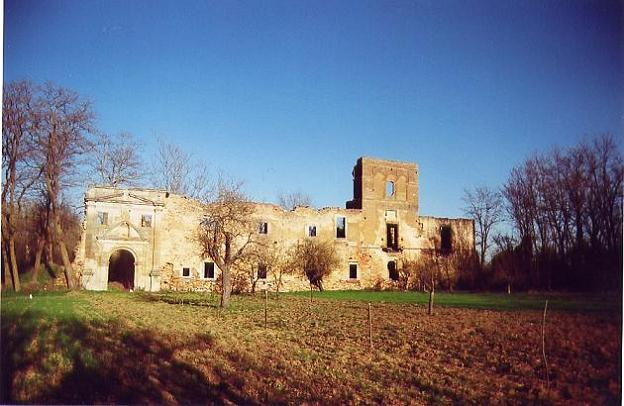
Königliche Abtei Santa María de Nogales
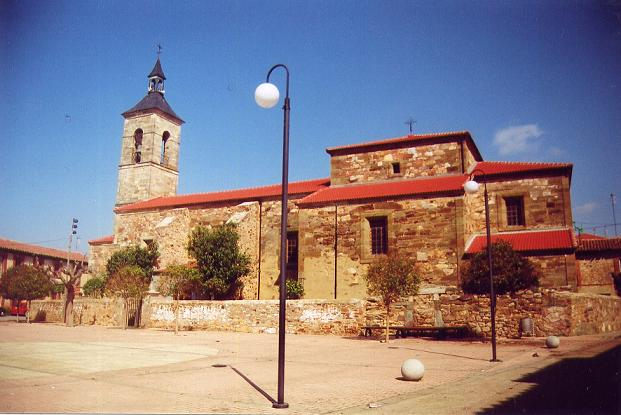
Marienkirche